# Béla von Brandenstein
Freiherr Béla von Brandenstein (* 17. März 1901 in Budapest, Österreich-Ungarn, Königreich Ungarn; † 24. August 1989 in Saarbrücken), ein deutsch-ungarischer Philosoph und Hochschullehrer, ist der Nachkomme eines in Ungarn beheimateten Zweiges der altösterreichischen Freiherren gleichen Namens, die ihren Stammsitz (mit Burg) ursprünglich in Sachsen hatten, später nach Österreich-Ungarn auswanderten und in der österreichischen Armee dienten.
Vor dem Zweiten Weltkrieg bekleidete er an der Königlich-Ungarischen Pázmány-Péter-Universität in Budapest, nach dem Krieg an der Universität Saarbrücken den Lehrstuhl für Philosophie. In Budapest stand er viele Jahre der Ungarischen Philosophischen Gesellschaft als Präsident vor und war zudem Vorsitzender der philosophischen Kommission an der Ungarischen Akademie der Wissenschaften; nach dem Weltkrieg in Deutschland gehörte er dann als Mitglied des Wissenschaftlichen Beirats zu den Initiatoren und Mitbegründern des Ungarischen Instituts München und setzte sich für den Erhalt der ungarischen Kultur, und da vor allem für ungarische Intellektuelle ein, die im stalinistischen Ungarn verfemt waren.
Auf einer abenteuerlichen Flucht, die Brandenstein später selbst dokumentierte, rettete er seine Familie (Frau und fünf Kinder) vor der russischen Armee und durchquerte mit ihr in einer Pferdekutsche ganz Österreich, bis er in der Nähe von Feldkirch für alle eine vorläufige Bleibe fand. Dort harrte die Familie aus, bis der Philosoph 1948 einen Ruf nach Saarbrücken erhielt, wo er bis zu seiner Emeritierung lehrte. Von da an gab er sowohl an der Universität als auch bei sich zuhause private Vorlesungen und Seminare.
Charakteristisch für Brandensteins gesamtes Denken ist ein unmittelbares Seinsvertrauen, das ihm die subjektive Gewissheit gibt, prinzipiell mit allen Seinsregionen verbunden zu sein. Erkenntnis- und wissenschaftstheoretisch entspricht dieser seelischen Grundhaltung, die er auch „Seinsverbundenheit“ nennt, seine philosophisch äußerst differenzierte Erkenntnismethodik. In ihr zeigt er, dass die Vernunft leistungsfähiger ist, als Immanuel Kant meinte, und durchaus in der Lage ist, transempirische Gegenstände in ihrem Da- und Sosein zu ermitteln, also Metaphysik als echte Wissenschaft zu betreiben. Dabei kommt vor allem die so genannte reduktiv-regressive Erkenntnismethode (s. u.) zur Anwendung, die die notwendigen Seinsvoraussetzungen von solchen Urtatsachen bzw. Urgegebenheiten wie z. B. dem Selbsterleben und der Veränderlichkeit erschließt, die ohne Selbstwiderspruch nicht geleugnet werden können.
Da diese Methodik im Kern nicht neu ist, sondern in Ansätzen nachweislich schon von Platon und Aristoteles angewandt, von v. Brandenstein und seinem Lehrer Akos von Pauler (1876–1933) allerdings explizit gemacht und präziser gefasst wird, steht sein Denken einerseits in der Tradition der abendländischen Ontologie und Metaphysik, umfasst andererseits aber auch die Errungenschaften der neuzeitlichen Wissenschaften, einschließlich der modernen Mathematik und Physik. Da v. Brandenstein sie für unverzichtbar hält, baut er sie ausgiebig in seine Philosophie ein, so z. B. in seine Anthropologien von 1947, 1948, 1979. Dabei kommt es an entscheidenden Stellen mittels der Erweiterung, Vertiefung und korrektiven Umbildung alter metaphysischer Denkfiguren (resp. ihrer Erkenntnismethoden) zu neuen und vertieft begründeten Einsichten in den Bau der gesamten Wirklichkeit. In seiner sechsbändigen „Grundlegung der Philosophie“ (1965–1970) bringt er diese schließlich zur Darstellung. Während ihre ersten Bände (Ontologie, Totik, Logik, Mathematik, Metaphysik) auf Ungarisch bereits 1926 bis 1927 erschienen, wurde im Deutschen sein Hauptwerk in überarbeiteter und vollständiger Form in den Jahren 1965 bis 1970 veröffentlicht.

## Leben
Geboren wurde v. Brandenstein in Budapest als erster von zwei Söhnen der Eltern Albrecht Freiherr von Brandenstein (geboren in Sachsen), Offizier in der österreichisch-ungarischen Armee, und der Antonie de Csonky. Als das Regiment Albert Freiherr v. Brandensteins für einige Jahre von Budapest nach Wien verlegt wurde, zog er mit seiner Familie von 1906 bis 1911 dorthin um. Daraufhin besuchte v. Brandenstein drei Klassen einer Wiener Grundschule und absolvierte parallel dazu Privatschulprüfungen. Ab 1911 wieder in Budapest, erwarb er dort 1919 das Abitur und wurde nach acht Semestern mit 23 Jahren an der philosophischen Fakultät der Universität Budapest zum Dr. phil. promoviert.
Im Wintersemester 1924/25 und im Sommersemester 1925 war er Stipendiat des im ungarischen Staatsbesitz befindlichen Collegium Hungaricum in Berlin, wo er, an der dortigen Universität immatrikuliert, mit den Philosophen Eduard Spranger und Romano Guardini in persönliche Beziehung trat. Durch die fördernde Vermittlung Sprangers ließ er zunächst den ersten, dann den dritten Band seiner „Grundlegung der Philosophie“ (1926 und 1927) im Verlag Max Niemeyer Halle erscheinen; in Köln suchte er außerdem die Philosophen Peter Wust, Max Scheler und Nicolai Hartmann auf.
Am 1. September 1925 wurde er zum Büroleiter des Generalsekretariats der Ungarischen Akademie der Wissenschaften ernannt, habilitierte sich 1927 in Philosophie und begann im Wintersemester 1927/28 als Privatdozent, philosophische Vorlesungen an der philosophischen Fakultät der Universität Budapest zu halten. 1929 wurde er in derselben Fakultät zum beamteten außerordentlichen und 1934 als Nachfolger des verstorbenen Akos von Pauler zum ordentlichen Professor ernannt. Von 1938 bis 1944 war er Präsident der Ungarischen Philosophischen Gesellschaft, parallel dazu Mitglied der Sankt-Stefans-Akademie in Budapest.
Im März 1945 floh er vor der russischen Besetzung mit seiner Familie aus Ungarn nach Österreich und lebte bis zum Herbst 1948 im Vorarlberg, wo er einen Teil seiner Arbeiten veröffentlichte und über 100 Vorträge im Vorarlberger Raum, in Innsbruck und in der Schweiz hielt. In Feldkirch (Österreich) erreichte ihn ein Ruf an die neu gegründete Universität des Saarlandes, wo er seine philosophische Arbeit fortsetzte und regelmäßig publizierte. Nach 41 Semestern in Saarbrücken und dem Erreichen des 68. Geburtstages wurde er ab dem 1. April 1969 emeritiert. v. Brandenstein hielt seitdem Gastvorlesungen und -vorträge und setzte seine philosophisch-schriftstellerische Arbeit intensiv bis ins hohe Alter fort.
Seit 1929 war er mit Magdalena Dessewffy de Csernek et Tarkeö verheiratet und hatte mit ihr fünf erwachsene Kinder. Seit 1954 verbrachte v. Brandenstein den Sommer vorwiegend im Tessin (Lago di Lugano, Brusino Arsizio) und seit Ende 1969 die Wintermonate in München.
Nach kurzer Krankheit starb er mit 88 Jahren in Saarbrücken.

## Allgemeine Charakteristik
„Freiherr Béla von Brandenstein war sowohl einer der bedeutendsten Vertreter in der Geschichte der ungarischen Philosophie des 20. Jahrhunderts als auch eine große Gestalt des christlich-humanistischen, systembildenden Denkens.“ (Ildikó Veres)
Mit diesen Worten benennt die ungarische Philosophin Ildikó Veres zentrale Aspekte von Brandensteins Denken und Werk, das zwischen den Weltkriegen schon europaweit Beachtung gefunden hatte, nach dem Krieg jedoch zunehmend der Vergessenheit anheimfiel. Sowohl in Ungarn als auch in Deutschland und in Italien (Matteo Raffaelli) gibt es jedoch neuerdings Bestrebungen, das Interesse für diesen Denker zu wecken und sein Werk erneut bekannt zu machen. In Deutschland ist es der Arzt und Philosoph Boris Wandruszka, der auf dem Hintergrund des brandensteinschen Denkens eine „Philosophie des Leidens“ (drei Bände: Phänomenologie des Leidens – Metaphysik des Leidens – Ethik des Leidens; zwei Bände 2023 veröffentlicht) entwickelt hat und die Errungenschaften v. Brandensteins in vielen philosophischen Gebieten fruchtbar macht.
v. Brandenstein stellt sich in seiner Selbstcharakterisierung einerseits in die große „ideal-realistische“ Tradition des abendländischen Denkens, die er eingehend durchdenkt, berücksichtigt und würdigt, andererseits übt er sich in einer wohlwollenden Distanz, die es ihm, wo die Sache es gebietet, ermöglicht, mit umsichtig-beharrlicher Kritik auch gegenüber großen Autoritäten Stellung zu beziehen. Leitend ist dabei ein konsequenter und rational nachprüfbarer, diskursiv-wissenschaftlicher „Zug zum Grund“, der nicht nur eine klare Scheidung zwischen Philosophie und Religion, Philosophie und Spezialwissenschaft, Philosophie und Weltanschauung (Ideologie) vornimmt, sondern auch alle instrumentalisierende, nur auf Nutzung und Wohlgefühl abzielende Denkweise abweist. Immer steht die „Sache“ bzw. die Seinsstruktur eines Phänomens und deren adäquate gedankliche Fassung im Vordergrund, oder anders ausgedrückt: Die „Sach- bzw. Seinswahrheit“ eines Phänomens wird um ihrer selbst willen gesucht und, wo möglich, durch die rechte denkerische Verarbeitung in eine „Erkenntniswahrheit“ und das heißt, in eine menschlich angeeignete, damit auch existenziell stets relevante Sachwahrheit überführt.
Hauptsächlich aus diesem Grund stößt man in v. Brandensteins Werk nicht auf das „Erzübel des Systemzwanges“, das den Phänomenen ein „System“ von außen aufoktroyiert, vielmehr entwickelt er die übergreifenden, „systematischen“ Zusammenhänge aus den Phänomenen und ihren in Frage stehenden Verhältnissen selbst heraus. Nur so kann er die im Zeitlichen sich manifestierende überzeitliche „Seinsgrundstruktur“ in allem Seienden und deren transphänomenale Seinsvoraussetzungen aufdecken. Dies macht ihn sowohl zu einem originären „Seinsphänomenologen“ als auch zu einem eigenständigen Metaphysiker, aber nicht zu einem solchen Metaphysiker, der fern von aller Erfahrung aus bloßen Begriffen, aus Glaubenssätzen oder Ideologemen angeblich allgemeine Wahrheiten herausdeduziert, sondern der aus den Frage- und Problemstellungen selbst die fundamentalen und damit universalen Seinszusammenhänge oder Sachwahrheiten erschließt.
Philosophie als Prinzipienwissenschaft unterscheidet sich daher von allen anderen Betätigungen des Menschen in charakteristischer Weise – sie kann nicht auf Glauben und Offenbarung der Religionen, nicht auf Nützlichkeitserwägungen der angewandten Wissenschaften, erst recht nicht auf gesellschaftspolitischen Herausforderungen, Zwecksetzungen und Machtorientierungen basieren. Ihr Selbstzweck ist die Aufdeckung der tiefsten und letzten Grundbestimmungen des Seins, der Welt, des Lebens, des Menschen und seines Denkvermögens; ihr Selbstzweck ist Erkennen und Verstehen, um erst so die Möglichkeit einer sinnvollen und zielbestimmten Veränderung (und oft auch nur Bewahrung!) der Welt und des Lebens zu eröffnen. In vielen entscheidenden Grundfragen überwindet v. Brandenstein auf diesem Wege die „alte Metaphysik“, auch die von Aristoteles, Thomas von Aquin, Kant und Hegel und gibt im Rahmen einer neu fundierten Ontologie und Metaphysik oft frappante Lösungen.
So unbekannt v. Brandenstein heute ist, so berechtigt erscheint es einem aufmerksamen und „in die Tiefe“ mitgehenden Leser, diesen Denker als einen der Großen nicht nur Ungarns oder Deutschlands, sondern der Philosophiegeschichte überhaupt anzusehen. Stimmt dies, dann stehen Entdeckung und Würdigung seines an Umfang, Tiefe, Weite und begründender Klarheit „ungeheuren“ Werkes noch aus. Weder in Kant noch in Hegel oder gar in Heidegger fand das abendländische Denken seinen letzten Höhepunkt bzw. dessen Überwindung, wie oft behauptet wird – im Gegenteil, hier, so die Auffassung seiner Befürworter, hat das Denken einen neuen Höhepunkt erklommen, dem die Gegenwart noch nicht gerecht wird, die kommende Zeit aber gerecht werden kann und gerecht werden sollte.

### Die „Grundlegung der Philosophie“ und ihre zehn Wissenschaften (1965–1970)
In seinem Hauptwerk „Grundlegung der Philosophie“ (1965–1970, Erstveröffentlichung 1926/27) baut v. Brandenstein mit ähnlichem Anspruch wie Gottfried Wilhelm Leibniz die Philosophie als eigenständige Wissenschaft, d. h. als „Grund- und Universalwissenschaft“, auf. Im Unterschied zu seinem berühmten Vorgänger gelingt es ihm allerdings, sein Vorhaben auch zu vollenden und abzuschließen.
Im Rahmen dieses Gesamtaufrisses werden zehn philosophische Grundwissenschaften entwickelt, die konsequent und jeweils in eigener Methodik systematisch, d. h. zusammenhängend, aufeinander aufbauen, einer „Pyramide“ gleich. An deren Basis befindet sich die Lehre von der Grundstruktur des Seins bzw. alles Seienden überhaupt,
- die Ontologie oder Dinglehre:

In ihr wird auf deskriptiv-phänomenologischem Weg die einfachste Grundstruktur alles Seienden überhaupt mit ihren drei Grundaspekten – den drei "Urgründen Gehalt, Form und Gestaltung – aufgedeckt. Aus jedem der drei Aspekte oder Seinsgrundmomente wird dann jeweils eine nicht-eigentümliche, gewissermaßen allereinfachste und noch wenig charakteristische Seinswissenschaft entwickelt:
- die Gehalt- oder Qualitätslehre (Totik),
- die Formen- oder Zusammenhangslehre (Logik im Sinne einer Seins- oder Sachlogik)
- und die Gestaltungs- oder Quantitätslehre (philosophische Mathematik).

Da in diesen drei Wissenschaften erst nur eine Grundkomponente des Seins bzw. der Wirklichkeit betrachtet wird, handelt es sich um „vormetaphysische“, nur wirklichkeitskomponierende Wissenschaften, in denen das volle wirkliche Seiende oder Dingsein noch nicht zur Sprache kommt. Werden alle drei zusammengefasst, wird eine höhere Seinsstufe erreicht, die eigentümliche, und mit ihr die neue Wissenschaft der Metaphysik oder Wirklichkeitswissenschaft,
- die philosophische Wirklichkeitslehre (Metaphysik).

Hier werden die vollwirklichen Dinge wie Materie, Person, Welt, Gott, Mensch usw. untersucht und in ihren charakteristischen Grundzusammenhängen ermittelt. Dabei erweist sich, dass jede Seinskomponente auf einer noch höheren Seinsstufe, der eigenartigen, stehen kann, was zu drei neuen Wissenschaften führt. Steht der Gehalt auf höchster, nämlich aktiv-reflexiver Stufe, wird die Wirklichkeit des geistigen Willenslebens erreicht; steht die Form auf höchster, aktiv-reflexiver Stufe, wird die Wirklichkeit des Verstandeslebens erreicht; und steht die Gestaltung auf höchster, aktiv-reflexiver Stufe, wird das Gemüts-, Affekt- oder Gefühlsleben in seiner Fülle erreicht. Diese personal-geistigen Grundwissenschaften sind
- die Willens-, Entscheidungs-, Tat-, Handlungs- und Durchsetzungslehre (Pragmatik),
- die Wissenschafts- und Erkenntnislehre (Theoretik) und
- die Kunst- oder höhere Gestaltungslehre (Poietik).

Alle drei werden dann erneut zusammengefasst und münden in eine umfassende
- Lebenslehre (Ethik) ein, die von einer
- Religionsphilosophie

gekrönt wird. Mit ihr wird dann schon alles Philosophische in das göttliche Offenbarungs- und Glaubensleben hinein überschritten. Beim Aufbau dieser „Grundlegung“ bedient sich v. Brandenstein einer aus mehreren Methoden zusammengesetzten philosophischen Analyse, die sowohl zu den immanenten Grundstrukturen der infrage stehenden Phänomene als auch zu deren letzten, phänomenal nicht gegebenen, daher „transphänomenalen“, „metaphysischen“ oder „transzendenten“, aber indirekt erschließbaren Voraussetzungen zurückfragt. Darum heißt diese Methode, die streng von anderen Wissenschaftsmethoden wie der Intuition, Deskription, Induktion, Deduktion und hermeneutischen Interpretation abgegrenzt werden muss, die reduktiv-regressive Analyse. Nichtsdestotrotz geht sie nachvollziehbar logisch vor und kann transempirische Verhältnisse  belastbar und ausweisbar ermitteln – so grenzt sie sich auch von aller bloßen Weltanschauung, Ideologie, aber auch vom religiösen Erleben und Glauben ab.

### Die ersten beiden philosophischen Methoden: die philosophische Deskription und die reduktive Analyse
Diese reduktiv-regressive Methode beginnt wie jede Wissenschaft mit
- der Beschreibung bzw. philosophischen Deskription.
Allerdings stützt sie sich nicht, wie im Alltag und in den empirischen Wissenschaften, auf „zufällige“ Phänomenen, sondern auf solche Tatsachen, die ohne Selbstwiderspruch nicht geleugnet werden können. Hierzu gehören etwa die (innere) Zeitlichkeit, Veränderlichkeit, Erlebtheit und Intentionalität des unmittelbar gegebenen Bewusstseinslebens. Auf diesem „fundamentum inconcussum“ kann dann die analytische Arbeit beginnen, die auf den Philosophen Akos von Pauler zurückgehende

- reduktive Analyse. – Sie arbeitet sich zu jenen Momenten und Zusammenhängen eines Phänomens vor, die nicht weiter zerlegt und unterschieden werden können. „Reduktiv“ heißt sie, weil sie von den „sichtbaren Oberflächenstrukturen“ zu den im Phänomen zwar gegebenen, aber meist verdeckten und verborgenen Tiefenzusammenhängen zurückfragt. Philosophisch-grundlegend heißt sie, insofern sie auf solche Momente, Elemente, Unterschiede und deren Beziehungen hinarbeitet, die nicht weiter differenzierbar sind und die sich in unmittelbarer, in diesem Sinne „intuitiver“ Evidenz „selbst begründen“, also eines weiteren Grundes nicht bedürfen, ja ihn nicht einmal zulassen.

### Die Grundmomente oder „Urgründe“ der Seinsstruktur: Gehalt, Form und Gestaltung
Zu solchen Seinsgründen, die noch voll im gegebenen Phänomen zu erfassen sind, gehören die schon weiter oben genannten drei Strukturgrundmomente, die selbst nicht weiter begründbar sind: die Qualität oder der Gehalt (Dasein, Dieses-da), die Form oder der innere Zusammenhang (Essenz, Wesen) und die Quantität oder Gestaltung (morphé) eines Seienden.

#### Der Gehalt oder die singuläre Qualität
Dabei verweist der Gehalt auf die Tatsache, dass etwas überhaupt ist, im einfachsten und geschlossensten Sinne „da ist“, und zwar konkret da, einzeln und unmittelbar gefüllt mit seinem einmaligen Seinsgehalt, seiner einzigartigen Qualität wie z. B. dieses Karminrot da vor mir, dieser von mir erinnerte Platon im antiken Griechenland, diese Rose, die ich heute Abend jemandem überreiche usw. Da wir den Gehalt aufgrund seiner ontologischen Einzelheit letztlich nur durch Hinzeigen, also deiktisch, und in der Wahrnehmung „nachsetzend“ erfassen können, nennt v. Brandenstein die philosophische Wissenschaft, die auf dem „Gehalt“ aufbaut, Totik (griechisch: tode-ti = dieses-da). Die unumgängliche Existenz des Gehaltes beweist, dass Allgemeines ohne singuläre Basis weder bestehen noch erkannt werden kann, mithin eine „Wesensphilosophie“ ohne totische Grundlage unmöglich ist.
Zu den allerersten Kategorien der Qualität (Totik) gehören die drei Gründe Sein, Ähnlichkeit, Setzung und die drei Gegengründe Andersheit, Abweichung, Gegenübersetzung. In seiner Totik deckt Brandenstein alle philosophisch-totischen Grundkategorien des Gehaltes bzw. der Qualität, also des Einzelseins überhaupt auf; er ist damit der erste, der solch eine Wissenschaft (vom Einzelsein) überhaupt begründet.

#### Die Form oder der Zusammenhang
Wie v. Brandenstein schon in seiner „Ding- oder Seinslehre“ (1965) aufwies, kann aber ein Seiendes nicht nur bloß sein, da sein, gesetzt im Sein, sondern muss sogleich, d. h. zeitlich zugleich, nur der Seinsordnung nach später, grundlegend zusammenhängen, und zwar allzuerst mit sich selbst und dann mit allem anderen, direkt oder indirekt. Ein Gehalt kann also unmöglich unzusammenhängend, beziehungslos sein, er muss wenigstens mit sich zusammenhängen, was allgemein als „Identität“ bezeichnet wird. Hier ist nicht nur etwas da, sondern etwas ist das, was es ist, d. h. das Da-Sein hat ein Was-Sein, ein „Wesen“, eine charakteristische Zusammenhangsstruktur (mit sich und anderem).
Klar ersichtlich ist der Selbstzusammenhang der Identität der einfachst und grundlegendst mögliche Zusammenhang; er ist die Grund- und Urform, die den Gehalt mit und in sich befestigt. Doch nicht nur das, denn sie öffnet ihn auch aus seiner qualitativen Einzelheit und Geschlossenheit, „entzweit“ ihn gleichsam mit sich selbst, bringt eine Differenz in das Sein und gibt dadurch „Raum“ für real Allgemeines. So sind etwa alle Dinge und Wesen, insofern jedes mit sich selbst zusammenhängt, miteinander (bei aller sonstigen Verschiedenheit) identisch. Als Grundform kann die Identität (der Selbstzusammenhang) auf einfachere Formen nicht zurückgeführt werden, doch sie bedarf des Gehaltes, da nur Seiendes, eben ein Gehalt zusammenhängen kann: Nichts kann nicht zusammenhängen, weder mit sich noch mit Anderem (was z. B. Hegel am Anfang seiner „Wissenschaft der Logik“ annimmt). Die mögliche Allgemeinheit der Form zeigt sich besonders bei späteren Formen, z. B. bei der Gattungsform (alle Menschen sind Lebewesen), der Kette (aufeinander folgende Zeitmomente bedingen einander), der Unterordnung (der Lehrer ist den Schülern logisch übergeordnet) usw., die in selbiger Weise für viele qualitativ verschiedene Gehalte gelten können, und zwar seinsmäßig, ontologisch, nicht nur begrifflich. So sind Platon und Aristoteles zwar einzelne, qualitativ einmalige Menschen, in Hinsicht ihres Status als Philosophen oder als Menschen überhaupt sind sie jedoch identisch. Somit begründet die Form objektiv die Möglichkeit, dass alles Seiende zusammenhängen kann und zusammenhängen muss, sich ordnen, geistig verstehen und in allgemeinen Begriffen formulieren lässt. Sprache wäre ohne die objektive Geltung der Form unmöglich. Entgegen Kant werden die Zusammenhangsformen allerdings nicht (nur) vom Denken in die phänomenale Welt projiziert, sondern aus diesen entnommen, herausgehoben und für sich betrachtet.
Auch im Felde der Form deckt v. Brandenstein drei Gründe (Identität, Zusammenhang, Bedingung) und drei Gegengründe (Verschiedenheit, Getrenntheit, Ordnung) auf, die wie die restlichen philosophisch-formhaften oder sachlogischen Kategorien den gehaltlichen Kategorien voll entsprechen und nach v. Brandenstein entsprechen müssen, soll das „Sein“ in seiner Grundstruktur nicht zerstört und damit apriori unmöglich werden.

#### Die Gestaltung oder Quantität („Größenhaftigkeit“)
Schon die genannte „Entzweiung“ in Gehalt und Form, die keine Spaltung des Seins oder eine Art Verdoppelung, sondern eine innere Momententfaltung im Sein meint, zeigt an, dass die zeitlose Seinsgrundstruktur noch nicht abgeschlossen, noch nicht abgerundet ist; und in der Tat entdeckt v. Brandenstein ein drittes Seinsgrundmoment, das Gehalt und Form in ihrer Differenzierung wieder schließt und umfasst. Dieses Moment nennt v. Brandenstein die Gestaltung – eine „Macht“, die das Sein im grundlegendsten und weitesten Sinne gestaltet, umfasst, rundet, vereinheitlicht, eint, zusammenfasst und „größenhaft“ gliedert. So entspringt also aus dem Gehalt entzweiend die Form, aus denen beiden gemeinsam wieder, sie beide umgreifend, die Gestaltung entspringt. Auf diese Weise wird das Sein geeint und in Einheiten gestaltet, in „Größen“, was anzeigt, dass die Gestaltung die „Urmacht“ alles Quantitativen ist, weshalb mit ihr alle Mathematik ontologisch grundgelegt wird. Entsprechend lauten die mathematischen Gründe und Gegengründe: Ganzheit, Gleichheit und Einheit bzw. Teil, Ungleichheit und Menge. Insgesamt deckt v. Brandenstein entsprechend der bisherigen Seinsgrundstruktur (mit den achtzehn gehaltlichen und den achtzehn formhaften) achtzehn philosophisch-mathematische Grundkategorien auf. Da die Gestaltung in der Einigung von Gehalt und Form zum Gehalt zurückkehrt und dabei selbst wieder gehaltlich wird, ist das Sein in seiner Grundstruktur abgeschlossen und bleibt nicht wie etwa bei Martin Heidegger mythisch-unbestimmt oder wie bei Karl Jaspers in der Schwebe. Denn ein viertes Grundmoment ist durch die Wiedergeschlossenheit der Gestaltung, die sich gleichsam zu Gehalt und Form, sie einigend, zurückwendet, unmöglich. Alles, was ist und sein kann, muss, um zu sein, erstens da, genauer als Dieses-da bestehen, zweitens mit sich (und mit anderem) zusammenhängen und drittens mit sich und anderem in bestimmten Größen geeint sein (die auch wie Gott oder wie infinite Mengen unendlich sein können). Im Übrigen deutet sich hier die ontologische Grundlage der theologischen Trinitätslehre an, ohne die man dem Wesen der Trinität schwerlich gerecht wird.

#### Die Grundmodalitäten des Seins: Freiheit – Notwendigkeit – Möglichkeit
Dieser trinitarischen Seinsgrundstruktur entsprechen, wie v. Brandenstein weiter herausarbeitet, drei Grundmodalitäten des Seins, nämlich Freiheit in der Setzungsfähigkeit bzw. in der Gesetztheit des Gehaltes, notwendige Gültigkeit im Erkennen der Form und Möglichkeit im Gestalten der Gestaltung. Das ist schließlich der Grund, warum keine der drei Wissenschaften auf eine der anderen zurückgeführt werden kann, sondern jede ihre eigene Seinsweise und damit auch ihre eigene Erkenntnismethode besitzt. Der Gehalt z. B. dieses Karminrots muss, soll er wahrgenommen werden, gesetzt, genauer nachgesetzt werden, er ist nicht logisch oder mathematisch ableitbar (weswegen eine Farbe einem Blinden nicht andozierbar ist); die Form z. B. der Gattungsform der Menschheit im Menschen Sokrates muss dagegen erkannt, d. h. aus dem einzelnen Gehalt als dessen immanente logische Bedingung herausgehoben, herausanalysiert werden; und die Gestaltung, z. B. die zeiträumlich-geometrische Gestalt einer Rose, muss, um erfasst zu werden, in einer Art künstlerischem Nachvollzug nachgestaltet, nachgebildet werden.
All dies wird grundsätzlich, wie erwähnt, mit der deskriptiv-reduktiven Methode, die Bedingtes – ontologisch Späteres – auf Bedingendes – ontologisch Früheres – zurückführt, erschlossen und aufgedeckt. Dabei wird der Bereich des „Phänomenalen“ nicht verlassen, alles bleibt im Kreis der „Erfahrung“, weshalb die Seinslehre v. Brandensteins eine phänomenologische Ontologie darstellt. Das ändert sich im Falle der nächsten philosophischen Grundwissenschaft, der Metaphysik oder Wirklichkeitslehre.

### Die Wirklichkeitswissenschaft oder Metaphysik
Auf dem Fundament der Ontologie mit ihren drei Seinswissenschaften (Totik, Logik, Mathematik), baut v. Brandenstein die fünfte Wissenschaft seiner „Grundlegung der Philosophie“ auf, die Wirklichkeitswissenschaft oder Metaphysik, heute von Vielen auf Kosten der begrifflichen Schärfe auch „Ontologie“ genannt. Ihre Aufgabe besteht darin, die uns gegebene Wirklichkeit der sinnlich vermittelten Welt und der reflexiv erfahrbaren psychischen und geistigen Eigenwelt durch Rückschluss auf deren notwendigen Wirklichkeitsvoraussetzungen zurückzuführen. Dabei wird zunächst geklärt, was ein wirkliches Ding oder Seiendes überhaupt ist: Während nämlich ein bloßer Gehalt (das Rot in seinem Rotsein), eine bloße Form (die Form der Unterordnung als solche) und eine bloße Gestaltung (eine Zahl) allein für sich noch nicht wirklich sind und wirklich sein können, sondern „vorwirklich“ im Sinne der Mitkomposition der Wirklichkeit sind, umfasst ein jedes vollwirkliche Seiende wesenhaft alle drei Grundstrukturmomente des Seins, also Gehalt, Form und Gestaltung zusammen. So können wir z. B. den Gehalt eines bestimmten Rotpunktes ohne Selbstzusammenhang und Ausdehnung gar nicht wahrnehmen – alle drei Momente sind zwar wohlunterscheidbar, aber nicht trennbar, bilden vielmehr zusammen das ganze oder vollwirkliche Seiende, z. B. diesen roten Fleck mit seiner bestimmten Rot-Qualität, seinen Zusammenhängen (etwa mit der Unterlage) und mit seiner bestimmten Gestaltung, dieser räumlichen Ausdehnung, geometrischen Gestalt usw. Darum bezeichnet v. Brandenstein die ersten drei Wissenschaften auch als „vorwirkliche“ bzw. „wirklichkeitskomponierende“ Wissenschaften, die erst zusammen ein real Seiendes konstituieren. Die volle und systematische Ausfaltung der Wirklichkeit bewerkstelligt dagegen die Metaphysik mit ihrer neuen eigenen Methode, der regressiven Analytik.

#### Die Methode der regressiven Analyse
Im Gegensatz zu manchen Formen der alten, von Immanuel Kant kritisierten Metaphysik, die meinte, aus reinen „apriorischen“ Begriffen Erkenntnisse gewinnen zu können, zeigt v. Brandenstein, dass dies sachlich und gedanklich unmöglich ist. Jede Erkenntnis bedarf einer Erfahrungsgrundlage, wobei das Sachfeld dieser Erfahrung nicht nur die sinnlich vermittelte physische Welt umfasst, sondern alles, was überhaupt erlebt werden kann, also z. B. auch die Entscheidungs-, Denk-, Phantasie-, Wunsch- und Gefühlswelt und die Welt der idealen Größen, Zahlen, logischen Formen, ethischen Werte und Normen, weiter die Welt der Imagination, des Imaginären, des Pathologischen usw.

#### Die empirisch-metaphysischen „Protokollsätze“
Im Unterschied zu den empirischen Wissenschaften der Natur und des Geistes versucht die Metaphysik jedoch von solchen Erfahrungssachverhalten auszugehen, deren Leugnung unmöglich ist bzw. deren Verneinung direkt zu einem Selbstwiderspruch führt. So heben sich z. B. folgende Aussagen direkt selbst auf: „Ich erlebe nichts“; „Ich bin nicht“; „Es gibt keine Veränderung“; „Mein Wollen und Denken ist auf nichts bezogen“; „Ich verneine alles“; „Es gibt nichts“; „Es gibt keine Wahrheit“; „Nichts gilt“; „Nichts ist gut“ (also auch dieser Sprach- und Mitteilungsversuch nicht); „Alles ist sinnlos“ usw.
Aus dem Scheitern solcher performativ selbstwidersprüchlichen Sätze folgt, dass die gegenteiligen Aussagen notwendig gelten und die ihnen entsprechenden Sachverhalte unaufhebbar da sind: „Sobald ich erlebe, erlebe ich irgendetwas, wenigstens mich selbst“; „Sobald ich etwas sage, tue, denke, rede, verändere ich mich“; „Sobald ich will und denke, will und denke ich etwas“; „Alles kann ich nicht verneinen, da ich wenigstens dieses mein Reden jetzt bejahen muss, um es vollziehen zu können“ usw.
In Anlehnung an die alten Protokollsätze des logizistischen Wiener Kreises, die, weil ausschließlich empiristisch, niemals echte und fundamentale Allgemeingültigkeit erzielen konnten, handelt es sich bei diesen „neuen Protokollsätzen“ um empirisch verifizierbare und zugleich allgemeingültige Sätze, deren Verneinung unmöglich ist – sie verdienen darum den Namen „metaphysische Protokollsätze“.

#### Die Argumentatio ex contrario mit der Sicherung einer positiven Evidenz durch den Aufweis einer negativen Evidenz
Das entscheidende Verfahren zur Sicherung dieser notwendigen philosophischen Allgemeingültigkeit kann jedoch weder die Intuition noch die Induktion noch die Deduktion und noch weniger die Deskription sein, vielmehr handelt es sich um eine Analytik, die mit der „argumentatio ex contrario oder ex negativo“ arbeitet. Diese versucht, die Geltung eines Satzes dadurch zu erweisen, dass sie die Unmöglichkeit seiner Verneinung aufweist. Oder anders: Da die direkte Evidenz dem endlichen menschlichen Geist in vielen und entscheidenden Fällen (wie etwa im Falle der Existenz Gottes, des Anfangs oder Nichtsanfangs der Welt, der Grundbeschaffenheit der Materie, der Kausalität usw.) nicht möglich ist, bedient er sich der indirekten Evidenz. Sie weist die notwendige Gültigkeit der positiven, erst nur hypothetischen Evidenz dadurch auf, dass die indirekte, negative Evidenz, also die Unmöglichkeit der Verneinung eines zunächst hypothetisch-positiven Satzes aufgewiesen wird. v. Brandenstein nennt diese Methode die regressive Analyse, da sie im Unterschied zur reduktiven Analyse den phänomenal-empirischen Horizont auf seine transphänomenalen, transzendenten, aber nicht beliebig konstruierten, sondern notwendig anzunehmenden Seinsvoraussetzungen hin übersteigt.
Diese Rückwärts-Transzendierung zu den Gründen erfolgt durch wissenschaftlich exakte, für jeden grundsätzlich nachvollziehbare und dadurch allgemein überprüfbare Rückschlüsse. Wollte man sie bestreiten, müsste man die ihnen zugrundeliegende Gültigkeit der philosophischen Protokollsätze, also der unmittelbar gewissen Bewusstseinswahrheiten, verneinen, was unmöglich ist.

#### Das „Tor“ zur metaphysischen Wissenschaft: die Zeitlichkeit und der Wechselreihenbeweis
Auf dem Boden dieser metaphysischen Protokollsätze führt v. Brandenstein dann mittels der regressiven Analyse seine Wirklichkeitserkundung bis zu den letzten Faktoren und Wurzeln der Wirklichkeit durch. Dabei bedient er sich vor allem der ohne Selbstwiderspruch nicht negierbaren Zeitlichkeit unseres Erlebens bzw. der stets sich veränderlich zeigenden Gegenstände und Prozesse in Natur und Kultur. Eröffnend wirken dabei die Fragen: Was ist Veränderung, Wechsel, Wandel, Entstehen und Vergehen überhaupt? Haben sie einen Anfang oder nicht, haben sie ein Ende oder nicht? Wer oder was initiiert die Veränderung, „führt“ sie, gestaltet sie? Was drängt in dieser Dynamik heran, woher, wohin, wozu? Was oder wer trägt die „Wechselreihe“ der veränderlichen, zeitlichen Wirklichkeiten?
Um das zu klären, bietet v. Brandenstein am Anfang seiner Metaphysik den so genannten „Wechselreihenbeweis“, mit dem er grundgültig zeigt, dass jede veränderliche Wirklichkeit notwendig einen ersten Beginn und alle veränderliche Wirklichkeit insgesamt notwendig einen allerersten Beginn impliziert, vor dem nichts Zeitlich-Veränderliches hat sein können. Da nichts jedoch nicht der Ursprung von veränderlichem Seienden sein kann, muss der Ursprung des Zeitlichen unzeitlich, zeitlos, ewig sein. Siehe dazu auch den „unbewegten Beweger“ des Aristoteles.
Nach dem ersten Beweis mit dem Aufweis der notwendigen Begonnenheit alles veränderlichen Seins zeigt v. Brandenstein dann in einem zweiten Beweisgang, dass das zeitlose Sein wesenhaft unbedingt bzw. selbstbedingt, also frei und aktiv und damit wesenhaft bewusst, geistig und schöpferisch ist: Das Absolute kann nur personal gedacht werden, als Gott. Mit diesem ersten und wichtigsten Kausalverhältnis ist die Grundlage für eine philosophische Theologie gelegt.

#### Die drei Ränge aller Wirklichkeit und die Lösung des Kausalitätsproblems
Doch entscheidend für die gesamte Grundlegung der Philosophie, insbesondere für die Metaphysik ist der erste Beweis, also der Wechselreihenbeweis, denn er legt eine „Drei-Rang-Ordnung“ der Wirklichkeit frei:
- So gibt es erstens ein Sein, das, weil unbegonnen-zeitlos, absolut unbedingt bzw. nur selbstbedingt ist, und daher nur selber wirken kann und von nichts anderem direkt bewirkt oder bestimmt werden kann (die Erst- oder Ur-Ursache im ersten Seinsrang);
- so gibt es zweitens Seiendes, das zwar begonnen und zeitlich, damit bestimmt und bedingt ist (vgl. Kontingenz), aber selber wirken kann und daher endlos entfaltbar ist, also Seiendes, das zwar wirken kann, aber selbst bewirkt ist (die passiv-aktiven, bewirkt-wirkenden Objekt-Subjekte im zweiten geschöpflich-aktiven Seinsrang als Zweitursachen);
- und so gibt es drittens Seiendes, das nur bewirkt ist und nicht selbst wirken kann (die passiven Dinge im dritten, nur-passiven Seinsrang, z. B. die Naturbildungen und die Werke des Menschen, aber auch seine Sinnesempfindungen, Gedanken, Vorstellungen, Entschlüsse usw.).

Dabei kommt die metaphysische „Höhenregel“ zur Geltung, die besagt, dass der erste Rang die Subjekte im zweiten, der zweite Seinsrang die Dinge im dritten Seinsrang bewirkt, also weder der zweite den ersten noch der dritte den zweiten oder gar ersten Seinsrang bestimmen kann (und der erste Seinsrang nur selten den dritten). So bewirkt das Ursein im ersten Seinsrang, das als geistiges Ursubjekt erweisbar ist („Gott“), die Objekt-Subjekte im zweiten Seinsrang, wozu die Menschen als geistige Wesen und alle anderen rein geistigen Geschöpfe gehören, die wiederum die Dinge im dritten Seinsrang bewirken, z. B. die Naturprozesse, die Menschenwerke, aber auch bewusstseinsimmanenten Gebilde wie Wünsche, Phantasien, Vorstellungen, Zwecke, Gedanken, Begriffe, Ideale usw.

#### Die Naturgeistkräfte und die metaphysische Materie
Dabei kommt es zur Aufdeckung eines weitreichenden, für moderne Ohren befremdlichen Befundes, nämlich dem, dass die Natur selbst in ihrem Wirkungsgefüge geistig geprägt („formiert“) ist und von geistigen Subjekten, den von Brandenstein so genannten „Naturgeistkräften“, geschaffen und gestaltet wird. Diese schöpferischen, aber nicht göttlichen Wesen, wozu letztlich auch der Mensch gehört, setzen ihre Wirkungen (z. B. Farben, Töne, Atome, Moleküle, Organismen, Handlungen und Werke) in die sinnlich nicht vermittelbare, aber notwendig erschließbare metaphysische, selbständig bestehende Materie („transempirisches Raumfeld“) als dem Träger alles Wechselwirkungsgeschehens in der Welt und vermögen so miteinander zu kommunizieren. Da es sich bei den Naturgebilden um bewirkt-geschaffene Wirkungen und Werke handelt, können sie sich selbst nicht hervorbringen, sondern bedürfen entweder des Ursubjektes im ersten oder der Subjekte im zweiten Seinsrang. Insofern das Ursubjekt entsprechend seiner Hoheit direkt nur die geschöpflichen Subjekte erschafft und diesen die Bewirkung der Naturdinge überträgt und überlässt, bewirkt Gott nur ausnahmsweise etwas in der Natur, nicht die Natur selbst, was man „Wunder“ nennt.
So erweist sich die Natur als geistig-physischer Wirkungszusammenhang, der zeigt, dass der Mensch keine Ausnahme darstellt und in einer sinn- und geistlosen Welt verloren lebt, sondern in eine „Gemeinschaft der Geister“ gehört, die sich endlos viel zu sagen hat. Insofern es nicht Gott ist, der die physische Welt direkt bewirkt, sondern „nur“ die Grundlagen und Grundfaktoren der Wirklichkeit erschafft (die geschöpflichen Geistkräfte und die metaphysische Materie; siehe dagegen auch die Materia prima), gehen das Entstehen und Vergehen, Kämpfen und Leiden, Suchen, Versuchen und Irren im Kosmos nicht unmittelbar auf ihn zurück, sondern offenbaren die besondere Geistigkeit nicht-göttlicher Geistgeschöpfe. Als zeitliche Wesen ist diesen aufgegeben, sich selbst aktiv in ihrem plural-agonalen, oft antagonistischen Zusammenwirken zu finden und zu entfalten, letztlich und im Tiefsten verborgen von Gott geführt. Erst diese Einsicht vermag die „Theodizee-Frage“ anzugehen, die sich in Widersprüche verwickelt, wenn sie voraussetzt, dass Gott nicht nur allmächtig, sondern allwirksam ist (wie Allah im Islam), also alles direkt bewirkt und keinen Freiraum für geschöpfliche Freiheit lässt.

### Die eigenartige Seinsstufe und die drei eigenartigen philosophischen Wissenschaften Pragmatik, Theoretik und Poietik
Die Metaphysik Brandensteins bietet über all das Gesagte hinaus noch Vieles und Fundamentales, was hier nicht dargestellt werden kann, doch schafft sie es, den Grundaufbau der Wirklichkeit, also des „Ganzen“ dadurch zu erhellen, dass sie nicht, was für den Menschen unmöglich ist, alles im Detail erfasst, sondern die in allem Seienden anwesenden Grundstrukturen und Grundfaktoren transparent zu machen versucht. Eine der wichtigsten Erkenntnisse, die zu den nächsten philosophischen Grundwissenschaften überleitet, muss dabei hervorgehoben werden: Obschon jedes wirkliche Seiende (Ding, Wesen, Ereignis, Geschehnis, jeder Prozess) wie gesehen immer aus der Dreieinheit von Gehalt, Form und Gestaltung komponiert oder konstituiert ist, lehrt die Erfahrung, dass diese Komponenten nicht immer die gleiche Ausprägung haben. So lassen sich sowohl an einer Farbe als auch an einer Zahl als auch an einer Form, z. B. der Gattungsform, zwar stets alle drei Komponenten aufweisen, doch dominiert sichtlich in allen drei Fällen eine der drei Seinskomponenten.
So weist die Wirklichkeit nicht nur Ränge (eben die drei genannten) und innerhalb der Ränge zahllose Grade, sondern auch echte Seinsstufen auf, die v. Brandenstein als nichteigentümlich, eigentümlich und eigenartig bezeichnet (was hier nicht näher erläutert werden kann). Bezieht man subjektiv-geistige Wirklichkeiten mit ein, erhält die Stufung eine große Steigerung ihrer Bedeutung. Da der Gehalt im Falle eines Subjektes sein tatsetzender Wille, seine Form der aufdeckend-analysierend-erkennende Verstand und die Gestaltung das werk-, situations- und selbstbildende Gefühl ist, entspringen der Metaphysik am Ende ihres Diskurses drei neue Wissenschaften, in denen jeweils ein Seinsgrund (eben der Gehalt, die Form oder die Gestaltung) auf höchster, nämlich eigenartiger Stufe steht.
Dominiert der subjektive Gehalt, also der Wille das Leben und Wirken, entfaltet sich die Wissenschaft von Wille, Tat, Handlung, Freiheit und Wirkung und bildet die Pragmatik, die bisher in der Philosophiegeschichte kaum je eigens gesehen, gewürdigt und entwickelt wurde. Typisch pragmatische Lebensfelder, in denen der Wille vorherrscht, allerdings zusammen mit der Klugheit des praktischen Verstandes und der Geschicklichkeit des praktischen Gefühls, sind etwa die Politik, die Wirtschaft, der Sport, das Spiel, das Handwerk und manches mehr.
Dominiert dagegen die subjektive Form, also der Verstand (Intellekt, ratio, Vernunft), entfaltet sich die Wissenschaft von Erkennen, Denken, Analyse, Begründung, Forschung und Lehre, also die Theoretik, die allerdings ebenfalls ohne den theoretischen Willen und das theoretische Gefühl nicht auskommt. Denn jedes Denken, Forschen und Erkennen muss allzuerst einmal gewollt sein, damit es in Gang kommt, und auch das Gefühl spielt nicht selten eine bedeutende Rolle, etwa im Falle der Intuition, der Motivation oder Systematik. Typisch theoretische Lebensfelder sind die Wissenschaft, die Schule, die Lehre, das Lesen, die Diskussion u. v. a. m.
Und schließlich kann die subjektive Gestaltung, also das Gefühl, das Leben vorherrschend durchdringen und gleichsam zum Kunstwerk gestalten, so wenn wir eine Wohnung schön einrichten, den Leib schmücken und schön anziehen, eine Stadt annehmlich bauen, die Sprache lebendig intonieren u. v. a. m. Die entsprechende Wissenschaft heißt Poietik oder eigenartige Gestaltungslehre, sie ist die Kunstlehre im weitesten Sinne.

### Die umfassende Lebenslehre oder Ethik
In allen diesen drei Fällen stehen die Seinsgründe Gehalt, Form und Gestaltung nicht mehr nur auf eigentümlicher, sondern auf der eigenartigen Stufe, über der es eine weitere Stufe nicht gibt und nicht geben kann. Trotzdem ist auch an diesem Punkt die Grundlegung der Philosophie nicht zu Ende, sondern steigt noch weiter in ihrer Systematik empor. Das geschieht dadurch, dass in einer neuen Wissenschaft alle drei eigenartigen Wissenschaften (Pragmatik, Theoretik, Poietik) zusammengefasst und als umfassende Lebenslehre oder Ethik ausgebaut werden. Der führende Gesichtspunkt in ihr besteht darin, dass sie alle Wirklichkeiten, die subjektiven wie die dinglich-gegenständlichen, unter dem Aspekt des Wertes, der „Sachgüte“ und „Seinswürde“ betrachtet. Bezieht sie sich dabei auf Subjekte, entfaltet sie den Kosmos der Tugenden (bzw. Untugenden), bezieht sie sich auf die gegenständlichen Wirklichkeiten, entfaltet sie den Kosmos der „Güter“. Wie fast schon zu erwarten, entdeckt v. Brandenstein auch hier die Auswirkungen der trinitarischen Struktur der Wirklichkeit und findet entsprechend neun Grundtugenden, erstens die willensartigen Selbststeuerungstugenden (Selbstbeherrschung, Mäßigung und Maßhaltung), die verstandesartigen Achtungstugenden und die gefühlsartigen Liebestugenden.

### Die Religionsphilosophie
Mit dieser Wissenschaft endet der Kanon der streng philosophischen Wissenschaften, doch ist schon deswegen ein religionsphilosophischer Ausblick unumgänglich, als bereits in den Gotteslehren von Metaphysik und Ethik die Lehre von der Gottes-, Schöpfungs- und Menschenliebe entfaltet wurde und im „religionsphilosophischen Anhang“ eine letzte Überhöhung und Vollendung fordert. Die fundamental trinitarische Struktur des Seins kehrt dabei nicht nur in Gott als Dreifaltigkeit wieder, die alle Seinsstufen in sich zusammenfasst und im dreipersonalen Gott sogar noch auf übervernünftige, aber keinesfalls unvernünftige Weise übersteigt, sondern sie spiegelt sich auch in den drei kosmischen Geschichtsepochen der Schöpfung, Erlösung und Heiligung. Erst so und erst dann kehrt die lange sich in Zeit, Not und Reifung entfaltende Schöpfung zu Gott zurück, wird ganz heil und mehr noch in der mystischen Einigung mit Gott, zuhöchst mit dem Gottmenschen, in innigister Weise ins Göttliche gehoben, ohne dass ihre reiche individuelle Vielfalt und Ordnung aufgehoben wird. Alle Gott zugewandten, von ihm erlösten und geheiligten Geistgeschöpfe werden dort in ihrem Kern durchgöttlicht, sodass alles Suchen, Irren und Leiden endet. Gottes Gerechtigkeit deckt dann nicht nur unter Mitwirkung der Geschöpfe alles auf, klärt und macht es durch die Liebe seiner Barmherzigkeit wieder recht, sondern er schenkt sich ihnen selbst und vervollkommnet sie so. Wer nicht zu seinem Reich gehört, ist daher nicht durch Gott davon ausgeschlossen, sondern durch sich selbst. Alle Verdammung erweist sich daher letztlich als Selbstverdammung und selbstgewählte Isolierung; alle Gemeinschaft dagegen ist geschenkte Liebe in gegenseitiger Gabe und Annahme. So zeigt die geheiligte Schöpfung alle Grade und Stufungen vom Fast-Nichts der selbstisoliert „Verlorenen“ bis zum Gottmenschen – eine heilige Ordnung, in der jeder seinen heiligsten Ort erhält.

### Die „nachfundamentalen“ Werke
Mit der „Grundlegung der Philosophie“ hat v. Brandenstein schon früh, wohl 1926/27 mit 25/26 Jahren, sein Hauptwerk abgeschlossen, doch es folgen nach und nach größere und kleinere Werke, in denen er sich mit der gesamten Philosophie- und Geistesgeschichte auseinandersetzt, mehr oder weniger alle bedeutenden zeitgenössischen Philosophen, Naturwissenschaftler und Mathematiker berücksichtigt und die entsprechenden Sachprobleme auf der Höhe der modernen Mathematik, Logik, Geistes- und Naturwissenschaft behandelt.
So dringt er intensiv in die Evolutionstheorie, die Relativitätstheorie und Quantenphysik ein, zeigt ihre philosophische Relevanz auf, überprüft sie kritisch und führt sie in manchem weiter.
In der Biologie entdeckt er die besondere Abstammungsweise des Menschen, nämlich seine Stellung als direkter und wohl letzter Vertreter des Primatenhauptstammes, was den leiblichen Mosaikcharakter des Menschen, seine Komposition aus sehr alten und sehr jungen biologischen Merkmalen erklärt.
In der Physik kann er zeigen, dass das die spezielle Relativitätstheorie motivierende Michelson-Morley-Experiment von Einstein höchstwahrscheinlich voreilig und unnötig in Richtung der absoluten Konstanz der Lichtgeschwindigkeit gedeutet wurde und eine ganz andere, wahrscheinlichere und weitaus plausiblere Interpretation zulässt, die das Ätherproblem in ein neues Licht setzt.
In der Psychologie entdeckt er nicht nur die personale Grundstruktur des Subjekts, sondern kann die immer schon unklare Stellung des Gefühls, der Emotion bzw. des Affektes im Seelenleben erhellen; darüber hinaus legt er eine höchst bedeutsame innere Ordnung des Gefühlslebens frei. Sie beweist, dass die Subsumierung des Gefühlslebens entweder wie im Mittelalter unter das Willensleben oder wie in der Neuzeit unter die tierischen Triebe unangemessen und unglücklich ist. Zudem ermittelt er neben dem leiblichen Unbewussten (der Triebe und Instinkte) ein seelisch-geistiges oder personales Unbewusstes, das beweist, dass der Mensch schon irdisch „kein rein irdisches Wesen“ ist.
In der Mathematik wiederum löst er die Russellschen Paradoxa und die Cantorsche Alephtheorie auf, indem er das Problem der unendlichen Mengen neu fasst, die Mengenlehre mathematisch tiefer begründet, das Wesen des Mathematischen klar und deutlich vom Wesen des Logischen trennt und damit den „Logizismus“ in seine Schranken weist.
Was die „Tiefe“ des menschlichen Bewusstseins betrifft, arbeitet er eine Dimension heraus, die das leibgebundene, psychophysische Menschenbewusstsein deshalb überschreitet, weil der endliche Leib das wesenhaft potentialunendliche Geistesleben nicht fassen kann. Er nennt diese Dimension „Vollbewusstsein“, da es alles befasst, was ein Mensch jemals erlebt hat und worauf er in seinem Leib in weitesten Bereichen keinen Zugriff hat. In so genannten Panoramaerlebnissen, in hypnotischen Behandlungen und in Träumen, aber auch in vielen kleinen Alltagserlebnissen, so z. B. schon im unwillkürlichen Bewusstseinsstrom und in der freien flüssigen Sprache, zeigt sich dieser „Tiefengrund“ und offenbart seine staunenerregende Weite und Potenz. Das gesamte Leib-, Sozial- und Geistesleben des Menschen wiederum breitet Brandenstein wohlbegründet und angereichert mit einer Fülle spezialwissenschaftlicher Befunde in seiner großen Anthropologie von 1947 aus („Der Mensch und seine Stellung im All“).
Was die Philosophiegeschichte und „das Gespräch“ mit den großen Denkern angeht, schreibt v. Brandenstein kleinere und größere Abhandlungen, so zu Kierkegaard und Nietzsche, zu Heidegger und Jaspers, zu Platon und Pauler, zu Schelling und Kant. Überhaupt deckt er die Mängel des kantischen Kritizismus auf und kann das Verdikt Kants gegen alle Metaphysik überwinden. Doch auch die Vorzüge, Mängel, Widersprüche und Einseitigkeiten der marxistischen Philosophie, der Existenzphilosophie und der Sprachphilosophie behandelt er eingehend und differenziert. Dabei geht er immer begründend, abwägend, kritisch hinterfragend und prüfend vor, nirgends bleibt es bei bloßen Meinungen oder Behauptungen. Selbst da, wo er keinen Beweis findet, markiert er dies (so etwa bei der Frage nach der Verursachung der metaphysischen Materie) und lässt das Denken für künftige Lösungen offen. Darüber hinaus äußert er sich zu politischen, künstlerischen und religiösen Fragen, bezieht Stellung zu aktuellen Herausforderungen (Atomenergie, Ost-West-Konflikt u. a.) und bietet überraschende Gesichtspunkte und Lösungen an. Der Umfang und die Tiefe seines Wissens sind immens, doch immer bleibt er sachlich, nüchtern und bescheiden. Obwohl er von seinen Zeitgenossen nicht gehört und verstanden wird, bleibt er sich treu und verliert nicht den Kontakt mit seiner Zeit, wohlwissend dass die Wahrheit, je tiefer und universaler sie ist, desto länger im Verborgenen verharren muss. Ihre Zeit wird dennoch kommen, denn „sie kann nicht anders als ans Licht“.
Will man einen Hauptzug seines Denkens angeben, müsste man wohl seine unerschütterliche „Seinsverbundenheit“ und „Sachgerichtetheit“ nennen, die nie die Fühlung mit dem Wirklichen verliert und etwa nur, wie heute üblich, dem bloßen Konstruktivismus verfällt. Wohl ist der Mensch aktiv, gestaltend, selbsttätig, kreativ, gewiss auch Vieles konstruierend, doch immer muss er dabei aus dem Fundus des Seins, das ihn durchdringt, trägt und weist, schöpfen. In Wahrheit kann nach v. Brandenstein „am Sein und seiner inneren Sinnstruktur vorbei“ überhaupt nichts getan und gedacht, geahnt und gefühlt werden. Im Gegenteil zeigt sich die Macht des Seins auch da, wo es missachtet und negiert wird, weil eine jede Negation (Destruktivität), um zu sein, aus dem Sein und seiner Positivität schöpfen muss. Dabei erhellt, etwa im Gegensatz zu Heidegger, dass das Sein keineswegs univok-einsinnig strukturiert ist, sondern bedeutende Unterschiede in sich – als trinitarische Binnenstruktur, als Seinsordnung in drei (nur von oben übersteigbaren) Rängen, als graduelle Abstufungsordnung, als trinitarisch gegliederte Lebensbezirke – birgt, also nie „simpel“, sondern intensive und extensive „Vielfaltseinheit“ ist.
In einer hinführenden Übersicht ist es unmöglich, die frappante Neuheit, die begriffliche Schärfe, die Wohlbegründetheit,  den konkreten Reichtum und die große Tiefe dieses Denkens darzustellen. Viele Desiderata, die die philosophische Tradition übersah oder überging – das Wesen des Gehaltes bzw. der Qualität, das Verhältnis von Materie und Form (eben genauer als Gehalt, Form und Gestaltung), die differente Fassung der logischen und mathematischen Seinsgrundbestimmungen, die Rolle der metaphysischen Materie, die Existenz der Naturgeistkräfte, das Vollbewusstsein, die Grundstruktur der Zeit (Wechselreihenbeweis), das Wesen der Gemeinschaft und ihr Verhältnis zum Individuum usw. – schließt er oft zum ersten Mal und auf originelle und sachlich überzeugende Weise auf.
v. Brandensteins Denken offenbart eine ingeniöse Kreativität, die zwar alle bedeutenden Ergebnisse der philosophischen Tradition und der Fachwissenschaften beachtet, würdigt und berücksichtigt, aber stets kritisch hinterfragt und, wo nötig, übersteigt (auch und gerade die Kants). Dabei ist der „Zug zum Grund“ unverkennbar, doch nie in pseudopoetisch-beschwörender, sondern in diskursiv klar begründender, allgemein nachvollziehbarer und allgemeingültiger Weise. Der Mitdenkende soll aus Freiheit und Überzeugung zustimmen, nicht aus Suggestion und Verführung. Das verlangt neben oft mühsamer Arbeit den Mut, sich von der Unbedingtheit der „Wahrheit“ bzw. der „Wahrheiten“ bestimmen zu lassen und dem „höheren Menschen“, der nicht nur auf Selbsterhaltung und Eigeninteresse aus ist, den Vorzug zu geben, auch um den Preis, sich von der philosophischen Erkenntnis tiefgreifend verändern zu lassen.
So wie seine Seinsverbundenheit unverbrüchlich ist, so auch seine Erkenntnis, dass Existenz und Essenz, weiter Sein, Sinn und Wert nicht nur untrennbar zusammengehören, sondern im Grunde „eins“ sind. Alles Un- und Widersinnige, das es durchaus in Welt und Leben, wenn auch letztlich nur im Status der Vorläufigkeit gibt, erweist sich allein dadurch als möglich, dass es bewusst oder unbewusst auf einen Sinn bezogen ist. Was aber Sinn hat, hat immer auch einen Wert, wie auch jeder Sinn nicht nur aus dem Sein steigt, sondern selbst wieder Sein zeugt, das selbst nie wertneutral ist. Daher kann alles, auch das geringste Ding, Anlass zur Offenbarung tiefster Seins-, Sinn- und Wertzusammenhänge werden. Niemals ist irgendetwas völlig sinnlos, bedeutungslos und ohne Folge. Sein ohne Sinn ist in sich und für das Denken so unmöglich wie Sinn ohne Sein. Wer in diese Seinsfühlung kommt, erfährt, dass alles „lebt“ und dass es keinen Grund für Langeweile, Verzweiflung und Resignation gibt, vielmehr sich das Sein in seiner Fülle, Tiefe und Reinheit, aber auch in seinem Herausforderungscharakter grenzenlos zu schenken bereit ist. Das darzulegen, bemüht sich v. Brandenstein vor allem in seinen „existenziellen Schriften“ wie „Leben und Tod“ (1948), „Vom Werdegang des Geistes in der Seele“ (1954), „Die Quellen des Seins“ (1955), „Bewusstsein und Vergänglichkeit“ (darin der bemerkenswerte Artikel über das „Unbewusste“, 1975) und „Der Mensch vor Gott“ (1984). Geschichtsphilosophisch und philosophiegeschichtlich zentral sind schließlich seine Bücher „Vom Sinn der Philosophie und ihrer Geschichte“ (1957), „Das Bild des Menschen und die Idee des Humanismus“ (1948) und seine „Anthropologie“ (1947). Lehrbuchartig zusammengefasst und gleichsam als Kurzfassung der „Grundlegung“ dient das Buch „Der Aufbau des Seins. System der Philosophie“ aus dem Jahr 1950.

## Schriften (Auswahl)
- Grundlegung der Philosophie, Band 1–6, Anton Pustet, München 1965–1970: Band. 1: Dinglehre/Ontologie, Gehaltlehre/Totik, Formenlehre/Logik; Band 2: Gestaltungslehre/Mathematik; Band 3: Wirklichkeitslehre/Metaphysik; Band 4: Tatlehre/Pragmatik, Wissenschaftslehre/Theoretik; Band 5: Kunstlehre/Poietik; Band 6: Lebenslehre/Ethik, religionsphilosophischer Anhang
- Die Schwierigkeiten der Metaphysik und die Richtlinien zu einem Versuch ihrer Lösung. In: Aus den Forschungsarbeiten der Mitglieder des Ungarischen Instituts und des Collegium Hungaricum in Berlin, Berlin-Leipzig 1927
- Metaphysik des Organischen Lebens, Habelschwerdt 1930
- Művészetfilozófia, Magyar Tudományos Akadémia, Budapest 1930
- Az ember a mindenségben,  Magyar Tudományos Akadémia, Budapest 1936–37
- Das Verhältnis von Seele und Leib und die allgemeine Kausalität. In: Travaux du IX. Kongress International de Philosophie, Paris 1937
- Die Seele im Gebiete des Geistes, Blätter für Deutsche Philosophie, Berlin 1937
- Die Gestalt des persönlichen Geistes. In: Forschungen und Fortschritte, 15. Jahrgang, Nr. 10, Berlin, 1. April 1939, S. 131–134
- Der Mensch und seine Stellung im All, Philosophische Anthropologie, Benziger, Einsiedeln/Köln 1947
- Ist der Humanismus noch zeitgemäß?, Innsbruck 1947
- Das Bild des Menschen und die Idee des Humanismus, Teutsch, Bregenz 1948
- Leben und Tod, Grundfragen der Existenz, Bouvier, Bonn 1948
- „Das noch nicht festgestellte Tier“. In: Wort und Wahrheit 3, 1948
- Gott in der Geschichte, Schweizer Rundschau, 48. Jahrgang, Januar 1949
- Der Aufbau des Seins, System der Philosophie, Minerva, Saarbrücken 1950
- Platon, Eine Einführung in sein Werk und in sein Denken, West-Ost-Verlag, Saarbrücken 1951
- Vom Werdegang des Geistes in der Seele, Minerva, Saarbrücken 1954
- Kausalität oder Akausalität im naturwissenschaftlichen Weltbild. In: Actes du deuxiéme Congrés International de l`Union Internationale de, Philosophie des Sciences, 3, Zürich 1954
- Die Quellen des Seins, Einführung in die Metaphysik, Bouvier, Bonn 1955
- Vom Wesen des Menschen, Reference: Studium generale 9:8 (1956:Okt.) 453
- Vom Sinn der Philosophie und ihrer Geschichte, Bouvier, Bonn 1957
- Vom Sinn der Freiheit. In: Wissenschaft und Weisheit 28, 1965; Atti del XII. Congresso Internationale di Filosofia 3. Venezia 1958
- Wissenschaft und Leben. In: Konkrete Vernunft, Bonn 1958
- Das metaphysische Gewicht des Psychischen, Deutsche Universitätszeitung 1959
- Von der Methode der Metaphysik. In: International Philosophical Quarterly 1
- Moderne Probleme systematischer Philosophie, besonders im Hinblick auf ihre Geschichte. In: Zeitschrift für philosophische Forschung 12
- Telelogisches Denken, Betrachtungen zum gleichnamigen Buch von Nikolai Hartmann, Bouvier, Bonn 1960
- Über den Grund der Zufallswahrscheinlichkeit, Salzburger Jahrbuch für Philosophische Grundbegriffe 1961–1962
- Das Problem der Transzendentalien und die Seinsstruktur. In: Wissenschaft und Weltbild, 1963
- Menschliches Grundverlangen als Offenbarung menschlichen Wesens, Mainz 1963
- Realismus, Idealismus, Idealrealismus. In: Wissenschaft und Weltbild, 1963
- Die Verantwortung der Philosophie in der Gegenwart. In: Wissenschaft und Weltbild 1963
- Wahrheit und Wirklichkeit, A. Hain, Meisenheim am Glan 1965
- Wege der Gotteserkenntnis. In: Salzburger Jahrbuch für Philosophie 9, 1965
- Sprache, Denken, Philosophie. In: Wissenschaft und Weltbild 1966
- Über die  Transzendierbarkeit des Bewusstseins. In: Zeitschrift für Philosophische Forschung 16
- Untersuchungen über das Problem der unendlichen Mengen (?)
- Schlechthinsein Notwendigsein? In: Wissenschaft und Weltbild 29, 1966
- Über die Wahrheit. In: Philosophisches Jahrbuch 1967
- Wahrheiten und Wahrheit. In: Salzburger Jahrbuch für Philosophie 7
- Kunst und Philosophie (Geschichte der Zukunft), Festschrift für Anton Hain, Meisenheim am Glan 1967
- Vom Wesen und Wert der Analogie des Seins. In: Wissenschaft und Weisheit 31, 1968
- Seinsstruktur und Modalität. In: Actes des XIV. Internationalen Kongress für Philosophie 3, Wien, 1968
- Über die Zielhaftigkeit. In: Wissenschaft und Weisheit 31, 1968
- Philosophie und Technik. In: Wissenschaft und Weltbild 23, 1970
- Schöpfung und Erlösung aus philosophischer Sicht. In: Salzburger Jahrbuch für Philosophie 15–16, 1971–72
- Philosophische Grundlagen der Menschenrechte. In: Wissenschaft und Weltbild 25, 1972
- Handlung. In: Handbuch der Philosophischen Grundbegriffe, Bd. 2, München 1973
- Kausalität. In: Handbuch der Philosophischen Grundbegriffe, Bd. 2, München 1973
- Bewusstsein und Vergänglichkeit, J. Bergmanns, München 1975
- Logik und Ontologie, Carl Winter, Heidelberg 1976
- Wesen und Weltstellung des Menschen, Saarbrücker Druckerei 1979
- Das Problem einer philosophischen Ethik, J. Berchmans, München 1979
- Grundfragen der Philosophie, J. Berchmans, München 1979
- Was ist Philosophie?, Saarbrücker Druckerei 1981
- Sein Welt Mensch, J. Berchmans, München 1983
- Der Mensch vor Gott, J. Berchmans, München 1984
- METAPHYSISCHE BEWEISE unter besonderer Berücksichtigung der Transzendentalen Dialektik Kants, Kant-Studien 53 (1962), 129–191